# Cerebro de Albert Einstein

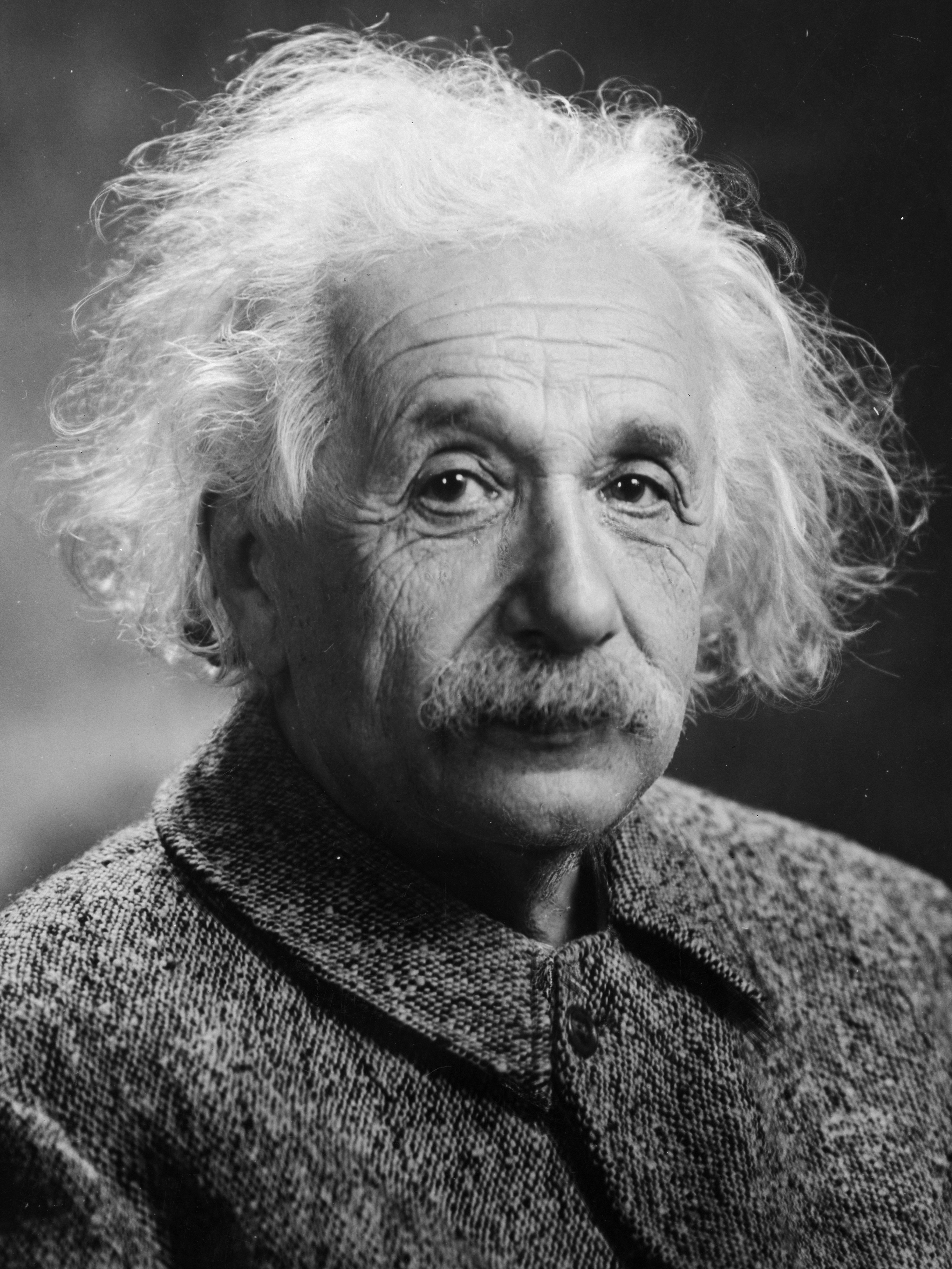
El cerebro de Einstein fue conservado tras su muerte en 1955; este hecho no fue revelado sino hasta 1978.

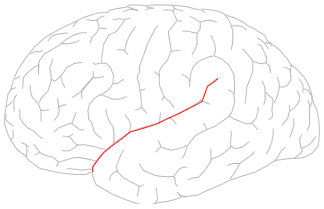
La cisura lateral (o cisura de Silvio) en un cerebro normal. En el de Einstein, estaba truncada.

El cerebro de Albert Einstein ha sido a menudo un tema de investigación y de especulación. En 1978, el cerebro de Einstein fue redescubierto en posesión del Dr. Thomas S. Harvey por el periodista Steven Levy. Las secciones del cerebro que había en su poder habían sido preservadas en alcohol en dos grandes tarros de dulce por 23 años.

## Historia
En 1955, 1 hora y 30 minutos después de su muerte, el cerebro de Einstein fue extraído por el patólogo Thomas Stoltz Harvey, y donado a la ciencia.  
Harvey inyectó 10 % de formol a través de la arteria carótida interna, luego colocó el cerebro intacto en 10 % de formol; asimismo, lo fotografió en numerosos ángulos. A continuación, lo diseccionó en 240 bloques (cada uno de cerca de 10 cm³) y los encapsuló en probetas del plástico colodión. Se conserva en el Departamento de Anatomía de la Universidad de Kansas. 
La neurocientífica Marian Diamond estudió muestras de distintas secciones de este cerebro, y encontró que había un número significativamente mayor de células en la región parietal, comparado con los cerebros de 11 varones «normales».  Es posible que esa diferencia pudiera estar relacionada con una mayor capacidad de razonamiento matemático. Estas son regularidades e irregularidades evidentes en el cerebro de Einstein que se han utilizado para apoyar varias ideas sobre correlaciones en neuroanatomía con la inteligencia matemática o general. Otros estudios han sugerido un número crecido de células gliales en el cerebro de Einstein.
En junio de 1999, investigadores de la Universidad McMaster de Ontario, Canadá, encontraron que el cerebro de Albert Einstein tenía algunas peculiaridades morfológicas que podrían haber influido en su gran capacidad de pensamiento espacial, matemático y demás.